# Pierre Tornade
Pierre Tornade (21 de enero de 1930 – 7 de marzo de 2012) fue un actor teatral, cinematográfico y televisivo de nacionalidad francesa, a lo largo de cuya carrera actuó en 128 producciones rodadas entre 1956 y 1998.

## Biografía
Su verdadero nombre era Pierre Tournadre, y nació en Bort-les-Orgues, Francia. Inició su carrera teatral a los 25 años de edad, actuando en Elle est folle, Carole, de Jean de Létraz, en el Théâtre du Palais-Royal. En el año 1956 formó parte del reparto de la comedia musical Irma la douce, de Alexandre Breffort y Marguerite Monnot, representada en el Théâtre Gramont, debutando ese mismo año en el cine con Les Truands, adoptando su nombre teatral, Tornade. Al siguiente año hizo un papel en la obra teatral Pericles, príncipe de Tiro, sumándose después al grupo de actores Les Branquignols, formado por Robert Dhéry, y que incluía a Jean Lefebvre, Michel Serrault y Micheline Dax.
Posteriormente fue muy solicitado como actor televisivo, actuando en diversas series, entre ellas Thierry la Fronde (1963), Le Chevalier d'Harmental (1966), Les Sept de l'escalier quinze B (1967) y Les Dossiers de l'agence O (1968). A causa de su elevada estatura, él a menudo encarnó a policías y soldados. Entre sus papeles de mayor fama figuran el del padre de la víctima en Crónica de una violación (1975), el Capitán Dumont en Mais où est donc passée la septième compagnie ? (1973) y Florimond Faroux en la serie Nestor Burma.
Conocido actor de voz, destacó como el jefe Vitalstatistix en las cintas de animación Astérix el Galo (1967), Astérix y Cleopatra (1968) y Las doce pruebas de Astérix (1976). Más adelante dio voz a Averell Dalton en las películas protagonizadas por Lucky Luke Daisy Town (1971), La Ballade des Dalton (1978) y Lucky Luke the Lucky Cowboy (1983). Además, fue Obélix en cuatro filmes de animación protagonizados por Astérix, Astérix y la sorpresa del César (1985), Astérix en Bretaña (1986), El golpe de menhir (1989) y Astérix en América (1994). Así mismo, dobló a numerosos personajes en la serie El Show de los Muppets (el capitán Jean Bondyork, Statler, etc.).
Tornade fue nombrado Caballero de la Orden Nacional del Mérito en el año 1996.
Pierre Tornade falleció en 2012 en un hospital de Rambouillet, Francia, tras pasar varios días en coma.·. La semana anterior había sufrido una caída en unas escaleras de su casa en Yvelines, permaneciendo en coma desde entonces. Fue enterrado en Le Mesnil-Saint-Denis.

## Teatro
- 1955 : Elle est folle, Carole, de Jean de Létraz, escenografía de Jean de Létraz, Théâtre du Palais-Royal
- 1956 : Irma la douce, de Alexandre Breffort y Marguerite Monnot, escenografía de René Dupuy, Théâtre Gramont
- 1957 : Pericles, príncipe de Tiro, de William Shakespeare, escenografía de René Dupuy, Teatro del Ambigu-Comique
- 1958 : Édition de midi, de Mihail Sebastian, escenografía de René Dupuy, Théâtre Gramont
- 1959 : La Double Vie de Théophraste Longuet, de Jean Rougeul a partir de Gaston Leroux, escenografía de René Dupuy, Théâtre Gramont
- 1960 : La Fleur des pois, de Édouard Bourdet, escenografía de Jean Meyer, Théâtre du Palais Royal
- 1962 : La Grosse Valse, de Robert Dhéry, escenografía del autor, Théâtre des Variétés
- 1964 : Machin-Chouette, de Marcel Achard, escenografía de Jean Meyer, Théâtre Antoine
- 1964 : Santa Juana, de George Bernard Shaw, escenografía de Pierre Franck, Théâtre Montparnasse
- 1965 : Version grecque, de Marc-Gilbert Sauvajon, escenografía de Jacques-Henri Duval, Théâtre Montparnasse
- 1966 : La extraña pareja, de Neil Simon, escenografía de Pierre Mondy, Théâtre de la Renaissance
- 1966 : Monsieur Dodd, de Arthur Watkyn, escenografía de Jacques-Henri Duval, Théâtre des Variétés
- 1967 : Saint-Dupont, de Marcel Mithois, escenografía de Jean-Pierre Grenier, Théâtre de la Renaissance
- 1968 : La Bonne Adresse, de Marc Camoletti, escenografía de Christian-Gérard, Théâtre de la Potinière
- 1968 : C'est malin !, de Fulbert Janin, escenografía de Michel Roux, Théâtre des Ambassadeurs
- 1969 : Trois hommes sur un cheval, de Marcel Moussy a partir de John Cecil Holm y George Abbott, escenografía de Pierre Mondy, Théâtre Antoine
- 1969 : Occupe-toi d'Amélie, de Georges Feydeau, escenografía de Jacques Charon, Théâtre de la Madeleine
- 1970 : L'Enterrement, de Henry Monnier, escenografía de André Barsacq, Théâtre de l'Atelier
- 1972 : Les Branquignols, escenografía y texto de Robert Dhéry, Théâtre La Bruyère
- 1974 : L'Odyssée pour une tasse de thé, de Jean-Michel Ribes, escenografía del autor, Théâtre de la Ville
- 1974 : Le Charlatan de Robert Lamoureux, escenografía de Francis Joffo, Théâtre des Bouffes-Parisiens
- 1976  : Biedermann et les Incendiaires, de Max Frisch, escenografía de Serge Peyrat, Théâtre de la Ville
- 1980 : Le Charlatan, de Robert Lamoureux, escenografía de Francis Joffo, Théâtre des Célestins
- 1981 : Le Charimari, de Pierrette Bruno, escenografía de René Clermont, Théâtre Saint-Georges
- 1983-1984 : Le Dindon, de Georges Feydeau, escenografía de Jean Meyer, Théâtre des Célestins y Théâtre du Palais-Royal
- 1986 : Les Dégourdis de la 11e, de André Mouëzy-Éon, escenografía de Jacques Rosny, Théâtre des Variétés

## Filmografía

### Cine
- 1956 : Les Truands, de Carlo Rim
- 1957 : Ce sacré Amédée, de Louis Félix
- 1957 : Comme un cheveu sur la soupe, de Maurice Régamey
- 1957 : L'amour est en jeu, de Marc Allégret
- 1959 : Nina, de Jean Boyer
- 1962 : Les Veinards, sketch Le Gros Lot, de Jack Pinoteau
- 1963 : Bébert et l'Omnibus, de Yves Robert
- 1963 : L'Honorable Stanislas, agent secret, de Jean-Charles Dudrumet
- 1963 : La Puce, de Jacques Borge
- 1964 : Allez France !, de Robert Dhéry
- 1964 : Jaloux comme un tigre, de Darry Cowl
- 1964 : Les Gorilles, de Jean Girault
- 1964 : Tous les enfants du monde, de André Michel
- 1964 : Mata Hari, de Jean-Louis Richard
- 1965 : La Communale, de Jean L'Hôte
- 1965 : Le Chant du monde, de Marcel Camus
- 1965 : Le Gendarme à New York, de Jean Girault
- 1965 : Les Baratineurs, de Francis Rigaud
- 1966 : Monnaie de singe, de Yves Robert
- 1966 : Le Grand Restaurant, de Jacques Besnard
- 1966 : Monsieur le président-directeur général, de Jean Girault
- 1966 : Le Plus Vieux Métier du monde, sketch Aujourd'hui, de Claude Autant-Lara
- 1966 : Tendre Voyou, de Jean Becker
- 1966 : Trois enfants dans le désordre, de Léo Joannon
- 1966 : Une femme en blanc se révolte, de Claude Autant-Lara
- 1966 : Un idiot à Paris, de Serge Korber
- 1967 : La noche de los generales, de Anatole Litvak
- 1967 : Le Petit Baigneur, de Robert Dhéry
- 1967 : Le Fou du labo 4, de Jacques Besnard
- 1968 : Le Tatoué, de Denys de La Patellière
- 1968 : Béru et ces dames, de Guy Lefranc
- 1968 : Un drôle de colonel, de Jean Girault
- 1968 : Salut Berthe !, de Guy Lefranc
- 1969 : Faites donc plaisir aux amis, de Francis Rigaud
- 1969 : Le Cerveau, de Gérard Oury y Claude Clément
- 1969 : L'Auvergnat et l'Autobus, de Guy Lefranc
- 1969 : Le Diable par la queue, de Philippe de Broca
- 1970 : Trois hommes sur un cheval, de Marcel Moussy
- 1971 : L'Explosion, de Marc Simenon
- 1971 : Un cave, de Gilles Grangier
- 1973 : La Raison du plus fou, de François Reichenbach
- 1973 : Je sais rien, mais je dirai tout, de Pierre Richard
- 1973 : Mais où est donc passée la septième compagnie ?, de Robert Lamoureux
- 1973 : Antoine et Sébastien, de Étienne Périer
- 1973 : La Rage au poing, de Éric Le Hung
- 1974 : Le Permis de conduire, de Jean Girault
- 1974 : Vos gueules, les mouettes !, de Robert Dhéry
- 1974 : Impossible... pas français, de Robert Lamoureux
- 1975 : Crónica de una violación, de Yves Boisset
- 1975 : Opération Lady Marlène, de Robert Lamoureux
- 1975 : On a retrouvé la septième compagnie, de Robert Lamoureux
- 1975 : Adieu poulet, de Pierre Granier-Deferre
- 1975 : Soldat Duroc, ça va être ta fête, de Michel Gérard
- 1976 : Oublie-moi, Mandoline, de Michel Wyn
- 1976 : Le Jour de gloire, de Jacques Besnard
- 1977 : Dis bonjour à la dame, de Michel Gérard
- 1977 : Arrête ton char... bidasse !, de Michel Gérard
- 1978 : Général... nous voilà !, de Jacques Besnard
- 1979 : C'est dingue... mais on y va, de Michel Gérard
- 1980 : L'Œil du maître, de Stéphane Kurc
- 1981 : Le Chêne d'Allouville, de Serge Pénard
- 1981 : Signé Furax, de Marc Simenon
- 1983 : Salut la puce, de Richard Balducci
- 1984 : Fort Saganne, de Alain Corneau
- 1986 : Didi auf vollen Touren, de Wigbert Wicker
- 1988 : Les Gauloises blondes, de Jean Jabely
- 1988 : À notre regrettable époux, de Serge Korber
- 1989 : Jour de cirque, de Dominique Bidaubayle

### Televisión

#### Telefilmes
- 1959 : La Nuit de Tom Brown, de Claude Barma
- 1964 : Le Théâtre de la jeunesse : Les Aventures de David Balfour,[8] de Alain Boudet
- 1965 : Version grecque,[8] de Jean-Paul Sassy
- 1966 : Rouletabille y Rouletabille chez le Tsar, de Jean-Charles Lagneau
- 1967 : Deux Romains en Gaule, de Pierre Tchernia
- 1967 : Cette nuit à Bethléem, de André Fey
- 1967 : Beaumarchais ou 6000 fusils, de Marcel Bluwal
- 1969 : Sainte Jeanne, de Claude Loursais
- 1972 : Les Chemins de fer,[8] de Daniel Georgeot
- 1973 : Le Maître de pension, de Marcel Moussy
- 1974 : Au théâtre ce soir : Edmée,[8] de Pierre-Aristide Bréal, escenografía de Michel Roux, dirección de Georges Folgoas
- 1977 : Le Petit Théâtre d'Antenne 2 : Monsieur Badin,[8] de Daniel Ceccaldi
- 1977 : Le Passe-muraille, de Pierre Tchernia
- 1978 : Les Palmiers du métropolitain, de Youri
- 1979 : Le Plus Heureux des trois, de Jean Cohen
- 1981 : Le Charlatan,[8] de Philippe Ducrest
- 1982 : Les Grands Ducs, de Marcel Bozzuffi y Patrick Jamain
- 1986 : Le Dindon,[8] de Pierre Badel
- 1991 : Papy super star, de Serge Pénard
- 1991 : L'Huissier, de Pierre Tchernia
- 1995 : Lettre ouverte à Lili, de Jean-Luc Trotignon

#### Series
- 1959 : En votre âme et conscience, episodio L'Affaire Troppman, de Claude Barma
- 1963 : Thierry la Fronde, episodio Thierry et l'archiprètre, de Robert Guez
- 1963 : Thierry la Fronde, episodio La Mission secrète de Taillevent, de Robert Guez
- 1963 : Thierry la Fronde, episodio La Fourche du diable, de Robert Guez
- 1964 : Les Cinq Dernières Minutes: episodio Fenêtre sur jardin, de Claude Loursais
- 1964 : Les Cinq Dernières Minutes: episodio 45 tours et puis s'en vont, de Bernard Hecht
- 1964 : Les Cinq Dernières Minutes, episodio Quand le vin est tiré, de Claude Loursais
- 1964 : Les Cinq Dernières Minutes, episodio Sans fleurs ni couronne, de Claude Loursais
- 1965 : Seule à Paris, de Robert Guez
- 1965 : Les Cinq Dernières Minutes, episodio Bonheur à tout prix,  de Claude Loursais
- 1966 : En votre âme et conscience, episodio Le Crime de Sezenin, de Pierre Nivolet
- 1966 : Le Chevalier d'Harmental, de Jean-Pierre Decourt
- 1966 : Les Sept de l'escalier quinze B, de Georges Régnier
- 1966 : Les Compagnons de Jéhu, de Michel Drach
- 1966 : Comment ne pas épouser un milliardaire, de Lazare Iglésis
- 1966 : Les Cinq Dernières Minutes, de Jean-Pierre Marchand, episodio La Rose de fer
- 1967 : Les Cinq Dernières Minutes: episodio Un mort sur le carreau, de Roland-Bernard
- 1967 : L'Amateur, episodio Le Coup de fil, de Jacques Pinoteau
- 1967 : Malican père et fils, de Yannick Andreï y Marcel Cravenne
- 1967 : Vidocq, episodio La Baraque aux 36 étoiles, de Claude Loursais
- 1968 : Les Dossiers de l'agence O, de Jean Salvy
- 1968 : L'Homme du Picardie, de Jacques Ertaud
- 1970 : Allô Police, episodio La Petite Planète, de Pierre Goutas
- 1970 : Nanou, de Georges Régnier
- 1971 : Les Nouvelles Aventures de Vidocq, episodio Les Chauffeurs du Nord, de Marcel Bluwal
- 1971 : Les Cinq Dernières Minutes, episodio Les Yeux de la tête]], de Claude Loursais
- 1972 : Pot-Bouille, de Yves-André Hubert
- 1972 : Pont dormant, de Fernand Marzelle
- 1973 : Lucien Leuwen, de Claude Autant-Lara
- 1974 : L'Homme au contrat, de Jacques Audoir
- 1977 : Les Folies Offenbach, de Michel Boisrond
- 1981 : Arcole ou la Terre promise, de Marcel Moussy
- 1981 : Histoire contemporaine, de Michel Boisrond
- 1982 : Le Village sur la colline, de Yves Laumet
- 1982 : Toutes griffes dehors, de Michel Boisrond
- 1984 : Allô Béatrice, de Jacques Besnard
- 1985 : Le Canon paisible, de Stéphane Bertin
- 1988 : La Belle Anglaise, de Jacques Besnard
- 1988 : Palace, de Jean-Michel Ribes
- 1989 : Les Millionnaires du jeudi
- 1991 : Maxime et Wanda, episodio Une révolution clé en main, de Henri Helman
- 1991-1998 : Nestor Burma
- 1995 : Maxime et Wanda, episodio Les Belles Ordures, de Claude Vital

## Doblaje

### Cine
Tornade dobló a actores cinematográficos como Roy Kinnear, Lenny Montana y Walter Barnes.

#### Cine de animación
- 1967 : Astérix el Galo, de René Goscinny, Albert Uderzo y Raymond Leblanc
- 1968 : Astérix y Cleopatra, de René Goscinny, Albert Uderzo y Lee Payant
- 1971 : Daisy Town, de René Goscinny y Morris
- 1973 : Robin des Bois, de Wolfgang Reitherman
- 1976 : Las doce pruebas de Astérix, de René Goscinny, Albert Uderzo y Pierre Watrin
- 1978 : La Ballade des Dalton, de René Goscinny, Morris, Henri Gruel y Pierre Watrin
- 1983 : Les Dalton en Cavale, de Joseph Barbera, William Hanna, Ray Patterson y Morris
- 1985 : Astérix y la sorpresa del César, de Gaëtan Brizzi y Paul Brizzi
- 1986 : Astérix en Bretaña, de Pino Van Lamsweerde
- 1989 : El golpe de menhir, de Philippe Grimond
- 1994 : Astérix en América, de Gerhard Hahn

### Televisión

#### Series
- 1963-1966 : Thierry la Fronde (episodios 32-48 y episodio 20)
- 1969 : Les Aventures de Chaperonnette à Pois
- 1976-1981 : El Show de los Muppets

#### Series de animación
- 1983-1984 : Lucky Luke
- 1989 : Cubitus
- 1989 : Le Livre de la jungle
- 1991-1992 : Lucky Luke

### Videojuegos
- 2004 : Asterix & Obelix XXL
- 2005 : Astérix et Obélix XXL 2 : Mission Las Vegum